# 235

## Nașteri
- 8 septembrie: Sfânta Agata  (d. 261)

## Decese
- 18 martie: Alexandru Sever, împărat roman (n. 208)